# Тыркова-Вильямс, Ариадна Владимировна
Ариадна Владимировна Тыркова-Вильямс (13 [25] ноября 1869 год, Санкт-Петербург — 12 января 1962, Вашингтон) — деятель русской дореволюционной либеральной оппозиции, член ЦК Конституционно-демократической партии, публицистка и критик. Автор одной из наиболее полных биографий А. С. Пушкина, над которой работала в течение 30 лет.

## Биография
Родилась в старинной новгородской помещичьей семье Тырковых. Её предок А. Д. Тырков был соучеником Пушкина по Царскосельскому лицею.
Сестра народовольца А. В. Тыркова. Революционерка С. А. Лешерн фон Герцфельд — двоюродная сестра матери А. В. Тырковой-Вильямс.
Училась в Санкт-Петербурге в гимназии княгини Оболенской вместе с Н. К. Крупской, затем в 1889 году они одновременно поступили на Бестужевские курсы. В своих воспоминаниях она писала:

...три основоположника русского марксизма, М. И. Туган-Барановский, П. Б. Струве и В. И. Ульянов, были женаты на моих школьных подругах. У всех троих была крепкая, дружная, устойчивая семейная жизнь. Благодаря им я рано познакомилась с русским марксизмом, вернее, не с марксизмом, а с марксистами. Теорию их я никогда не изучала и чем больше слушала длинные разговоры о Карле Марксе, его учении, его письмах Энгельсу, с указанием в каком издании, на какой странице находится та или иная цитата, тем менее было у меня охоты изучать его.
...
И он (Туган), и Струве были совершенно уверены, что правильно приведённые изречения из «Капитала» или даже из переписки Маркса с Энгельсом разрешают все сомнения, все споры. А если ещё указать, в каком издании и на какой странице это напечатано, то возражать могут только идиоты. Для этих начётчиков марксизма каждая буква в сочинениях Маркса и Энгельса была священна.
...
Надо надеяться, что будущие исследователи истории марксизма, в особенности русского, разберут, как это случилось, что люди, казалось бы, неглупые принимали эту мёртвую каббалистику за научную теорию.— А. В. Тыркова-Вильямс. «На путях к свободе». Нью-Йорк, 1952.
В 1890 году вышла замуж за инженера-кораблестроителя Альфреда Николаевича Бормана; от этого брака родились сын Аркадий и дочь Соня. Через семь лет супруги развелись.
Зиму 1902/1903 года прожила в Ярославле, печаталась в ярославской газете «Северный край». Осенью 1903 года арестована за попытку контрабанды 400 экземпляров журнала «Освобождение» Петра Струве. Суд приговорил Тыркову к 2,5 годам тюрьмы, однако из-за болезни руки она была освобождена под залог и вскоре нелегально эмигрировала через Швецию в Штутгарт, где находилась редакция журнала «Освобождение», с сотрудниками которой Тыркова тесно общалась. В редакции «Освобождения» познакомилась с корреспондентом английской газеты «Times» Гарольдом Вильямсом, оформила брак с ним в 1906 году.
После амнистии, объявленной Манифестом 17 октября 1905 года, возвратилась в Россию. Жила в деревне Новгородского уезда. Член партии кадетов, член ЦК партии кадетов (была единственной женщиной в его составе до избрания в 1917 в ЦК графини С. В. Паниной).
Как журналист, сотрудничала с изданием «Приднепровский край», позднее работала редактором в таких журналах и газетах, как «Нива», «Русская мысль» и «Вестник Европы». Издала романы «Жизненный путь» и «Добыча», сборник рассказов, книгу «Анна Павловна Философова и её время», сборник очерков «Старая Турция и младотурки».
Во время Первой мировой войны работала во Всероссийском союзе городов, организовывала санитарные отряды, заведовала хозяйством в одном из них, выезжала в районы боевых действий.
В 1917 году, после Февральской революции — гласная Петроградской городской думы.
С 1918 года в эмиграции в Великобритании.
В июле 1919 года возвратилась в Россию (ранее вернувшийся Вильямс был аккредитован при штабе Вооружённых сил Юга России в качестве корреспондента газет «Times» и «Daily Chronicle») и включилась в работу пропагандистского органа белых (ОСВАГ).
После поражения белых Тыркова и Вильямс вернулись в Лондон.
Во время Второй мировой войны жила с семьёй сына во Франции, в марте 1943 года на непродолжительное время была интернирована немцами как британская подданная.
С 1918 года работала над биографией А. С. Пушкина «Жизнь Пушкина», 1-й том опубликовала в 1929-м, 2-й — в 1948-м. В этой работе она сумела передать не только поэтический, но и не уступающий ему человеческий гений поэта.
С августа 1921 года она редактировала журнал «Russian Life», созданный на средства русских фондов, которыми располагал Совет послов в Париже.
В 1951 году с семьёй сына переехала в США, поселилась в Нью-Йорке, потом в Вашингтоне. Активно работала в русской эмигрантской печати и занималась благотворительной деятельностью в интересах русских беженцев. Опубликовала три тома воспоминаний: «На путях к свободе» (1952), «То, чего больше не будет» (1954), «Подъём и крушение» (1956).
Последняя книга, над которой она работала, посвящена русскому фольклору, серия статей из этой неизданной книги была опубликована в 1958 в «Возрождении» под заглавием «В мире чудесного».
Сын Аркадий Борман (1891—1974) работал на радиостанции «Голос Америки».

## Сочинения
- Ночью // Русская мысль.— 1910 — № 1—4.
- Женскій трудъ и проституція // Русская мысль.— 1910. — № 6.— С. 124—137.
- Старая Турция и младотурки : Год в Константинополе. Петроград : тип. Б. М. Вольфа, 1916.
- «Жизнь Пушкина». Париж: YMCA-Press, т. 1, 1929; т. 2, 1948.
- «На путях к свободе». Нью-Йорк, 1952; 2-е изд.— London, 1990.— ISBN 1 870128 52 4
- «То чего больше не будет». Париж, 1954.
- Наследие Ариадны Владимировны Тырковой: Дневники. Письма / [Сост., авт. предисл., введ. и коммент. Н. И. Канищева]. — М.: РОССПЭН, 2012. — 1110, [1] с.— ISBN 978-5-8243-1733-6
- From Liberty to Brest-Litovsk, the First Year of the Russian Revolution. London, Macmillan, 1919, 526 p.
- Cheerful Giver: the Life of Harold Williams, by his wife, Ariadna Tyrkova-Williams, London, P. Davies, 1935, xii, 337 p.